# والتر رومبرگ
والتر رومبرگ (انگلیسی: Walter Romberg؛ ۲۷ دسامبر ۱۹۲۸ – ۲۳ مهٔ ۲۰۱۴) یک سیاست‌مدار اهل آلمان بود. 